# Cantonul Issoire
Cantonul Issoire este un canton din arondismentul Issoire, departamentul Puy-de-Dôme, regiunea Auvergne, Franța.

## Comune
- Aulhat-Saint-Privat
- Bergonne
- Le Broc
- Coudes
- Flat
- Issoire (reședință)
- Meilhaud
- Montpeyroux
- Orbeil
- Pardines
- Perrier
- Saint-Babel
- Saint-Yvoine
- Sauvagnat-Sainte-Marthe
- Solignat
- Vodable